# Madach de Atholl
Madach de Atholl, Maddad o Matad (c. 1130 - 1151), fue un noble escocés, Mormaer y primer earl de Atholl. Posiblemente le fue garantizado el título por el rey de Escocia como ha sugerido el historiador John Roberts, en lugar de heredarlo. No obstante, es improbable, si lo hubiera heredado significa que hubiera sido su padre Máel Muire el primer earl. La saga Orkneyinga confirma que Matad era hijo de Máel Muire, un hijo de Donnchad I y hermano menor de Máel Coluim III Cenn Mór. También es altamente improbable que los reyes de Escocia, con menos capacidad de reivindicación por el reino que el mismo Matad, estuviesen en posición de garantizar la cesión del título. Lo más probable es que Matad heredase parte de un acuerdo entre Máel Muire y el rey con el fin de alejarle a él y a sus descendientes de la realeza. 
Mormaer Matad pasó a la historia por ser padre de Harald Maddadsson, jarl de las Orcadas, fruto de su matrimonio con Margarita, hija de Haakon Paulsson, heredero de Thorfinn el Poderoso. 
En la saga Orkneyinga se le llama Maddadr, un apelativo que varios historiadores han aceptado y usan de forma común. También aparece como testimonio del reinado de David I de Escocia, donde las crónicas medievales le citan como Madeth Comes y Maddoc Comes (=Mormaer Matad). Según Alan Anderson murió entre 1151 y 1161 y le sucedió otro de sus hijos, Máel Coluim de Atholl (Malcolm).